# Christoph Heinrich von Berger

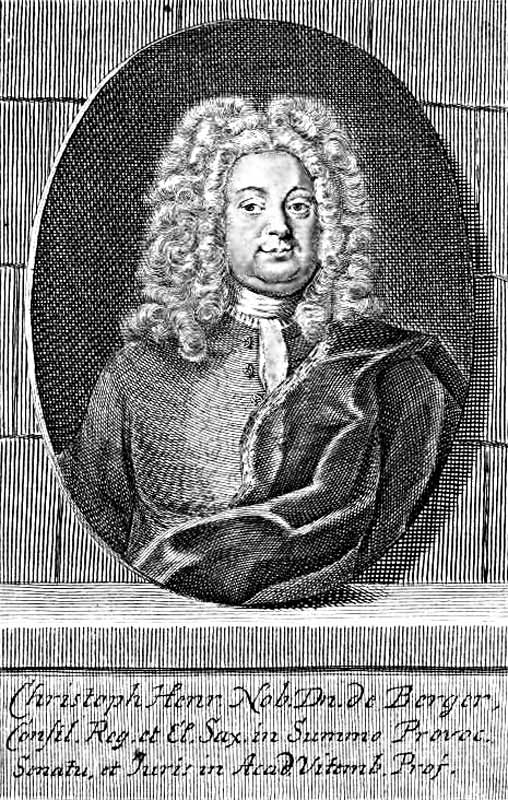
Christoph Heinrich von Berger

Christoph Heinrich Berger, ab 1717 Ritter und Edler Herr von Berger (* 18. März 1687 in Wittenberg; † 15. Juli 1737 in Wien) war ein deutscher Jurist.

## Herkunft
Er entstammte einer thüringischen Familie und war der Sohn des Reichshofrats Johann Heinrich von Berger, Professor an der Universität Wittenberg, und der Maria Sophia Jacobi. Der Vater wurde am 31. Mai 1717 in Wien in den Reichsritterstand mit Namensmehrung „Ritter und Edler Herr von Berger“ erhoben, dessen Geschwister erst am 31. Januar 1722. Sein jüngerer Bruder war der Jurist Friedrich Ludwig von Berger (1701–1735).

## Leben
Berger nahm am 16. August 1690 an der Universität Wittenberg das Studium der Rechtswissenschaft auf und wurde am 14. Oktober 1703 als Prorector Filius geführt. Nachdem er am 21. Februar den Lizenziaten der Rechtswissenschaften erworben hatte, promovierte er am 2. Oktober 1710.
Berger wurde 1714 Beisitzer am Niederlausitzer Landgericht und am 2. Oktober 1710 Assessor an der Juristenfakultät. Am 1. Februar 1719 wurde er ordentlicher Professor, übernahm das Amt des Assessors am Hofgericht in Wittenberg, besetzte den Schöppenstuhl und wurde auch „Comes palatinus“.
Bei der Herausgabe seines Buches Commentatio De Personis Vulgo Larvis Seu Mascheris im Jahr 1723 half ihm sein Student Adam Heinrich Dresig.
Im Jahre 1724 wurde er Hof- und Justizrat und ging 1725 nach Dresden als Mitglied des Appellationsgerichts. Er behielt aber seine Professur in Wittenberg bei und pflegte mit jüngeren Dozenten Übereinkunft über seine Vorlesungen zu treffen. Dadurch war er 1726 in der Lage, auf die dritte ordentliche Professur an der Wittenberger Juristenfakultät aufzurücken (Digesti infortati et novi). Ab 1727 hielt er sich in Aurich auf, wo er als kursächsischer Kommissar zur Beilegung des Streites zwischen Landständen und Fürsten Ostfrieslands weilte. 1733 trat er die Nachfolge seines Vaters als Reichshofrat in Wien an, wo er auch verstarb.

## Werke (Auswahl)
- Commentatio de personis vulgo larvis seu Mascheris
- Von der Carnevalsluft, Erstauflage 1720, erneute Auflage 1723
- Gemeinsam mit seinem Vater Johann Heinrich von Berger: Consilia iuris, im Verlag Lanckische Erben, Leipzig 1731 (Link zum Digitalisat)